# Нижняя Салда
Нижняя Салда (на руски: Нижняя Салда) е град в Свердловска област, Русия. Населението на града към 1 януари 2018 година е 17 373 души.

## История
Селището е основано през 1760 година, през 1938 година получава статут на град.